# Giải Toán học Ruth Lyttle Satter
Giải Toán học Ruth Lyttle Satter (tiếng Anh: Ruth Lyttle Satter Prize in Mathematics) hay Giải Satter (tiếng Anh: Satter Prize) là một trong hai mươi mốt giải thưởng được trao bởi Hội Toán học Hoa Kỳ (AMS) và được trao hai năm một lần để ghi nhận đóng góp đột phá của một phụ nữ trong việc nghiên cứu toán học trong sáu năm qua. Giải được sáng lập năm 1990 nhờ số tiền quyên góp của nhà toán học Joan Birman và đặt tên theo chị gái của bà là Ruth Lyttle Satter, một nhà khoa học sinh học và là người đề xướng những cơ hội bình đẳng trong khoa học cho người phụ nữ. Được trao lần đầu vào năm 1991, giải thưởng có ý "vinh danh lời cam kết [của Satter] sẽ nghiên cứu và khuyên khích phụ nữ nghiên cứu khoa học. Hội đồng của AMS bình chọn ra người nhận dựa trên đề xuất của một uỷ ban bình chọn. Lễ trao giải diễn ra tại Cuộc họp Toán học chung vào những năm lẻ và luôn mang một số tiền thưởng khiêm tốn. Kể từ năm 2003, giải thưởng có giá trị $5.000, từ năm 1997 đến năm 2001 con số này là $1.200 và những năm trước đó là $4.000. Nếu có nhiều người đồng nhận, số tiền sẽ chia đều cho những người đoạt giải.
Tính đến  năm năm 2019, giải đã được trao 15 lần cho 16 cá nhân. Dusa McDuff là người đầu tiên đoạt giải vì công trình nghiên cứu của bà về hình học symplectic. Lần đầu tiên và duy nhất cho đến nay có hai người đồng nhận là vào năm 2001 khi Karen E. Smith và Sijue Wu cùng đoạt giải. Người nhận giải năm 2013 là Maryam Mirzakhani, bà cũng là người phụ nữ đầu tiên nhận Huy chương Fields vào năm 2014. Đây được xem là giải thưởng danh giá nhất dành cho một nhà toán học. Bà đã đoạt cả hai giải thưởng cho công trình nghiên cứu về "hình học trong các mặt Riemann và những không gian mô đun của chúng". Người nhận gần đây nhất là Kaisa Matomäki vào năm 2021 cho "công trình mở đường cho phân ngành hàm nhân tính với khoảng ngắn bằng một cách bất ngờ và vô cùng sinh lợi" của cô (phần lớn chung với Maksym Radziwiłł).
Hiệp hội Khoa học Phụ nữ cũng có một giải thưởng với tên tương tự là Giải Tưởng niệm Ruth Satter trị giá $1.000 cho "một sinh viên tốt nghiệp nổi bật đã gián đoạn việc học ít nhất 3 năm để nuôi sống một gia đình".

## Những người đoạt giải
| Năm  | Ảnh                  | Người đoạt giải        | Cơ sở lý luận |
| ---- | -------------------- | ---------------------- | --- |
| 1991 | Dusa McDuff          | Dusa McDuff            | "vì những đóng góp đột phá của bà cho hình học symplectic trong vòng năm năm qua" |
| 1993 | Lai-Sang Young       | Lai-Sang Young         | "vì vai trò dẫn dắt của bà trong việc tìm hiểu những tính chất thống kê (hoặc ergodic) của hệ thống động lực" |
| 1995 | Sun-Yung Alice Chang | Sun-Yung Alice Chang   | "vì những đóng góp sâu sắc của bà trong việc nghiên cứu các phương trình vi phân riêng phần trên những đa tạp Riemann và đặc biệt là công trình của bà về các vấn đề cực trị trong hình học phổ và độ compact của những mêtric đồng phổ trong một lớp bảo giác trên một đa tạp 3 chiều" |
| 1997 | Ingrid Daubechies    | Ingrid Daubechies      | "vì sự phân tích sâu sắc, tuyệt đẹp của bà về wavelet và những ứng dụng của chúng" |
| 1999 |                      | Bernadette Perrin-Riou | "vì nghiên cứu lý thuyết của bà về các hàm L p-adic và lý thuyết Iwasawa" |
| 2001 |                      | Karen E. Smith         | "vì công trình xuất chúng của bà trong lĩnh vực đại số giao hoán" |
| 2001 | Sijue Wu             | Sijue Wu               | "vì công trình của bà về một vấn đề lâu đời trong phương trình sóng nước" |
| 2003 | Abigail Thompson     | Abigail Thompson       | "vì công trình xuất chúng của bà trong lĩnh vực tô pô 3 chiều" |
| 2005 |                      | Svetlana Jitomirskaya  | "vì công trình tiên khởi của bà về địa phương hóa quasiperiodic phi nhiễu loạn, cụ thể là những kết quả trong các bài viết (1) Metal–insulator transition for the almost Mathieu operator, Ann. of Math. (2) 150 (1999), số 3, 1159 – 1175, và (2) với J. Bourgain, Absolutely continuous spectrum for 1D quasiperiodic operators, Invent. Math. 148 (2002), số 3, 453 – 463" |
| 2007 | Claire Voisin        | Claire Voisin          | "vì những đóng góp sâu sắc của bà trong hình học đại số, cụ thể là lời giải gần đây cho hai vấn đề lâu đời: vấn đề Kodaira (On the homotopy types of compact Kähler and complex projective manifolds, Inventiones Mathematicae, 157 (2004), số 2, 329 – 343) và giả định Green (Green's canonical syzygy conjecture for generic curves of odd genus, Compositio Mathematica, 141 (2005), số. 5, 1163 – 1190; số Green's generic syzygy conjecture for curves of even genus lying on a K3 surface, Journal of the European Mathematical Society, 4 (2002), no. 4, 363 – 404)" |
| 2009 | Laure Saint-Raymond  | Laure Saint-Raymond    | "vì công trình nền móng của cô về các giới hạn động lực học hydro của phương trình Boltzmann trong thuyết động học chất khí" |
| 2011 |                      | Amie Wilkinson         | "vì những đóng góp đáng ghi nhận của bà cho lý thuyết ergodic của các hệ thống động lực bán hyperbol" |
| 2013 | Maryam Mirzakhani    | Maryam Mirzakhani      | "vì những đóng góp sâu sắc của cô cho lý thuyết không gian mô đun của các mặt Riemann" |
| 2015 | Hee Oh               | Oh Hee                 | "vì những đóng góp nền móng của bà cho các lĩnh vực động lực không gian thuần nhất, nhóm con rời rạc của nhóm Lie và ứng dụng lý thuyết số" |
| 2017 |                      | Laura DeMarco          | "vì những đóng góp của cô cho động lực học phức, lý thuyết thế vị và lĩnh vực mới nổi động lực học số học" |
| 2019 |                      | Maryna Viazovska       | "vì những đóng góp đột phá của cô ở hình học rời rạc và lời giải ngoạn mục cho bài toán đóng gói hình cầu ở chiều thứ tám" |
| 2021 |                      | Kaisa Matomäki         | "vì công trình mở đường của cô (phần lớn chung với Maksym Radziwiłł) cho phân ngành hàm nhân tính với khoảng ngắn bằng một cách bất ngờ và vô cùng sinh lợi" |